# Frauenneuharting
Frauenneuharting är en kommun och ort i Landkreis Ebersberg i Regierungsbezirk Oberbayern i förbundslandet Bayern i Tyskland.
Kommunen ingår i kommunalförbundet Aßling tillsammans med kommunerna  Aßling och Emmering.